# Kozi Przeskok
Kozi Przeskok (Kozmi Pereskok) – dzielnica Hajnówki, dawne uroczysko Puszczy Białowieskiej.
Osada strzelców Straży Leśniańskiej, w roku 1795 zamieszkiwało tu 2 strzelców: Nikon Bujnowski i Piotr Orzechowski. Od 1921 roku wieś. Kozi Przeskok rozciągał się od dzisiejszej ul. Kołodzieja, przez teren toru bielskiego obejmując teren dzisiejszego osiedla Mazury (przy obecnej ul. Nowowarszawskiej). Wieś Kozi Przeskok została przyłączona do Hajnówki po II wojnie światowej.